# Les Deux Rats, le Renard et l'Œuf
Les Deux Rats, le Renard et l'Œuf forme, avec le Discours à Madame de La Sablière qui précède, la première fable du livre X de Jean de La Fontaine situé dans le second recueil édité pour la première fois en 1678.

## Texte de la fable

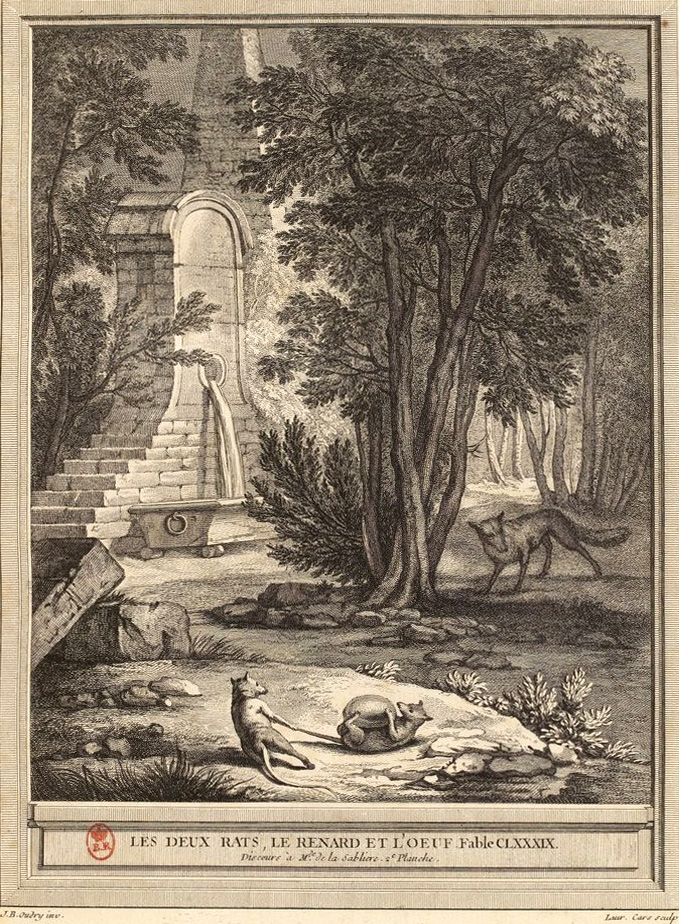
Dessin de Jean-Baptiste Oudry

Deux Rats cherchaient leur vie ; ils trouvèrent un Œuf.

Le dîné suffisait à gens de cette espèce !

Il n’était pas besoin qu’ils trouvassent un Bœuf.

Pleins d’appétit, et d’allégresse,

Ils allaient de leur œuf manger chacun sa part ;

Quand un Quidam parut. C’était maître Renard ;

Rencontre incommode et fâcheuse.

Car comment sauver l’Œuf ? Le bien empaqueter,

Puis des pieds de devant ensemble le porter,

Ou le rouler, ou le traîner,

C’était chose impossible autant que hasardeuse.

Nécessité l’ingénieuse

Leur fournit une invention.

Comme ils pouvaient gagner leur habitation,

L’écornifleur étant à demi-quart de lieue ;

L’un se mit sur le dos, prit l’Œuf entre ses bras,

Puis malgré quelques heurts, et quelques mauvais pas,

L’autre le traîna par la queue.

Qu’on m’aille soutenir après un tel récit,

Que les bêtes n’ont point d’esprit.

Pour moi, si j’en étais le maître,

Je leur en donnerais aussi bien qu’aux enfants.

Ceux-ci pensent-ils pas dés leurs plus jeunes ans ?

Quelqu’un peut donc penser ne se pouvant connaître.

Par un exemple tout égal,

J’attribuerais à l’animal,

Non point une raison selon notre manière :

Mais beaucoup plus aussi qu’un aveugle ressort :

Je subtiliserais un morceau de matière,

Que l’on ne pourrait plus concevoir sans effort,

Quintessence d’atome, extrait de la lumière,

Je ne sais quoi plus vif, et plus mobile encor

Que le feu : car enfin, si le bois fait la flamme,

La flamme en s’épurant peut-elle pas de l'âme

Nous donner quelque idée, et sort-il pas de l’or

Des entrailles du plomb ? Je rendrais mon ouvrage

Capable de sentir, juger, rien davantage,

Et juger imparfaitement,

Sans qu’un Singe jamais fît le moindre argument.

À l’égard de nous autres hommes,

Je ferais notre lot infiniment plus fort :

Nous aurions un double trésor ;

L’un cette âme pareille en tout-tant que nous sommes,

Sages, fous, enfants, idiots,

Hôtes de l’univers sous le nom d’animaux ;

L’autre encore une autre âme, entre nous et les Anges

Commune en un certain degré ;

Et ce trésor à part crée

Suivrait parmi les airs les célestes phalanges,

Entrerait dans un point sans en être pressé,

Ne finirait jamais quoique ayant commencé,

Choses réelles quoique étranges.

Tant que l’enfance durerait,

Cette fille du Ciel en nous ne paraîtrait

Qu’une tendre et faible lumière ;

L’organe étant plus fort, la raison percerait

Les ténèbres de la matière,

Qui toujours envelopperait

L’autre âme imparfaite et grossière.
— Jean de La Fontaine, Fables de La Fontaine, Les Deux Rats, le Renard et l'Œuf, texte établi par Jean-Pierre Collinet, Fables, contes et nouvelles, Gallimard, « Bibliothèque de la Pléiade », 1991, p. 387